# Marcin Kierwiński
Marcin Piotr Kierwiński (pronunciación polaca: [ˈmart͡ɕin kʲɛrˈvij̃skʲi]; nacido el 22 de agosto de 1976) es un político polaco, funcionario de la Administración local, mariscal adjunto de la 3ª y 4ª legislatura de Masovia (2010-2011), diputado del 7ª, 8ª , 9ª y 10ª mandato del Sejm de la República de Polonia, secretario de Estado en la Cancillería del Primer Ministro y Jefe del Gabinete Político de la primera ministra Ewa Kopacz en 2015, Ministro de Asuntos Internos y Administración en el tercer gobierno de Donald Tusk (2023-2024) y Ministro-Miembro del Consejo de Ministros en el mismo gabinete (desde 2024).
Es secretario general de la Plataforma Cívica desde 2020, y fue elegido diputado al Parlamento Europeo en 2024.